# Linhas de alta velocidade em Portugal
Através do Plano Ferroviário Nacional (PFN), apresentado no dia 17 de novembro de 2022 no Laboratório Nacional da Engenharia Civil, em Lisboa, foram anunciados vários investimentos na ferrovia, destacando-se os investimentos na ferrovia de alta velocidade em Portugal, para no futuro serem usados de serviços de passageiros e mercadorias.
Os objetivos dos investimentos na rede ferroviária de alta velocidade são servir as 10 maiores cidades do país, competir a ferrovia de alta velocidade com o carro e avião nas ligações das grandes cidades portuguesas e ligar a rede ferroviária nacional com a rede de alta velocidade espanhola, ligando assim Portugal com o resto da Europa.
A primeira construção de uma linha de alta velocidade em Portugal é a nova linha ferroviária entre Évora e Elvas, na região do Alentejo, que deverá estar pronto em 2025 e não só vai aproximar as duas cidades, mas possivelmente vai servir a ligação entre Lisboa e Madrid, quando for criada a Linha de Alta Velocidade Lisboa–Madrid. Já a Linha de Alta Velocidade Porto–Lisboa deverá ter o seu primeiro troço em operação em 2029.

## Financiamento e mudança de bitola
O custo total do investimentos previsto da alta velocidade no corredor atlântico Lisboa-Galiza ronda 7 a 8 mil milhões de euros, com o Governo Português a assegurar cerca de 813 milhões de euros (para a primeira fase) em fundos europeus e ainda cerca de 3 mil milhões com o BEI para a sua execução.
Comissão Europeia exige mudanças no TGV português. As linhas de Alta Velocidade Lisboa/Madrid, Porto/Lisboa e Porto/Vigo terão de ser em bitola europeia, que segundo Carlo Secchi, coordenador da Comissão Europeia para o projeto Corredor Atlântico, explica que as novas linhas podem ser lançadas na bitola antiga, mas vão ter de ser remodeladas até 2030. Diz ainda que para beneficiarem desse co-financiamento, todas elas terão de cumprir os requisitos de sinalização, alimentação eléctrica e de bitola vigentes na Europa. Refere ainda que o novo Regulamento exige a Portugal um plano de migração das linhas internacionais coordenado com Espanha.

## Contexto atual

### Infraestruturas
A Linha do Norte foi modernizada para permitir que os comboios circulem a 220 km/h, entre Lisboa – Alverca, Vila Franca de Xira – Santarém, Pombal – Alfarelos e Mealhada – Espinho, e para permitir o pleno aproveitamento do Alfa Pendular para atingir velocidades entre 140–180 km/h nos restantes troços intermédios. Estão em curso trabalhos para continuar a elevar estes troços intermédios aos padrões.
A Linha do Sul foi modernizada para permitir que os trens circulem a 220 km/h entre Lisboa – Grândola – Funcheira, Ourique. Somente em 2011, quando concluída a nova Variante de Alcácer do Sal, é que foi possível obter uma velocidade constante durante todo o caminho de Lisboa até à Funcheira (150 Km), ficando ainda por intervencionar pouco mais de 120 Km até Faro.

### Operação e serviços
Desde o final da década de 1990, a CP opera o serviço Alfa Pendular, usando 10 comboios pendulares projetados na Itália, para conectar o continente português do Baixo Minho ao Algarve a uma velocidade de até 220 Km/h (em trechos específicos), o que reduziu o tempo de viagem entre Porto e Lisboa em aproximadamente 30 minutos.
Os comboios circulam de hora em hora entre Lisboa e Porto, sendo a maioria com os Alfa Pendular (3 paragens em Coimbra , Aveiro e Vila Nova de Gaia); outros Alfa Pendular e alguns InterCidades (cuja locomotiva atinge os 200 km/h) param entre 6 a 9 estações intermediárias. Além disso, alguns dos Alfa Pendular e InterCidades fazem o percurso ainda mais para o norte até Guimarães e Braga e outros vão pela linha sul para atender Faro.

## Tempos de viagem com alta velocidade
As linhas com maior procura apontam para um volume de passageiros compatível com um mínimo de 2 comboios por hora e por sentido, com eventual necessidade de reforço nas horas de ponta. Assim, considerou-se esse padrão de serviços mínimo com 2 comboios por hora por sentido entre o Porto e Lisboa. Um dos serviços seria direto entre Lisboa e Porto com prolongamentos para Norte, até Braga e Guimarães, e o outro efetuaria paragem nas estações intermédias e terminaria no Aeroporto Francisco Sá Carneiro, logo que o acesso a este fosse construído.
| Tempos de viagem estimados com a construção da Linha de Alta Velocidade Porto–Lisboa com prolongamentos até ao Aeroporto do Porto, Braga e Guimarães | Tempos de viagem estimados com a construção da Linha de Alta Velocidade Porto–Lisboa com prolongamentos até ao Aeroporto do Porto, Braga e Guimarães | Tempos de viagem estimados com a construção da Linha de Alta Velocidade Porto–Lisboa com prolongamentos até ao Aeroporto do Porto, Braga e Guimarães | Tempos de viagem estimados com a construção da Linha de Alta Velocidade Porto–Lisboa com prolongamentos até ao Aeroporto do Porto, Braga e Guimarães |
| Serviços de alta velocidade | Paragens | Tempos de viagem | Tempos de viagem |
| Serviços de alta velocidade | Paragens | Atual | Futuro |
| --- | --- | --- | --- |
| Lisboa-Oriente – Porto-Campanhã | sem paragens | 2h50 | 1h19 |
| Lisboa-Oriente – Porto-Campanhã | Leiria, Coimbra, Aveiro, Gaia | 2h50 | 1h45 |
| Lisboa-Oriente – Aeroporto do Porto | Leiria, Coimbra, Aveiro, Gaia, Porto-Campanhã | – | 1h55 |
| Lisboa-Oriente – Braga | Porto-Campanhã, Trofa, Famalicão | 3h28 | 2h00 |
| Lisboa-Oriente – Guimarães | Porto-Campanhã, Trofa, Santo Tirso, Vizela | 3h45 | 2h15 |

## Linhas de alta velocidade

### Porto – Lisboa
A linha ferroviária de alta velocidade entre as duas maiores cidades nacionais, Porto e Lisboa, tem como missão, não só aproximar as duas áreas metropolitanas, mas sim servir também as cidades ao longo do seu percurso, como Gaia, Aveiro, Coimbra e Leiria, e as cidades que ficam de fora do percurso, mas chegam através da nova linha ferroviária mais rápido às duas grandes cidades nacionais. O projeto está incluído no Plano de Investimentos 2030 e estará em operação até 2030. A duração da circulação entre as duas cidades, sem paragem, será de 1h20 minutos.

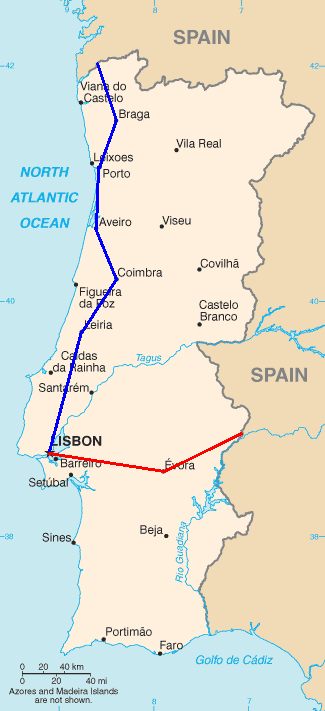
Linhas de alta velocidade consignadas

| Tempos de viagem estimados com a construção da Linha de Alta Velocidade Porto–Lisboa com paragens em Gaia, Aveiro, Coimbra e Leiria | Tempos de viagem estimados com a construção da Linha de Alta Velocidade Porto–Lisboa com paragens em Gaia, Aveiro, Coimbra e Leiria | Tempos de viagem estimados com a construção da Linha de Alta Velocidade Porto–Lisboa com paragens em Gaia, Aveiro, Coimbra e Leiria | Tempos de viagem estimados com a construção da Linha de Alta Velocidade Porto–Lisboa com paragens em Gaia, Aveiro, Coimbra e Leiria | Tempos de viagem estimados com a construção da Linha de Alta Velocidade Porto–Lisboa com paragens em Gaia, Aveiro, Coimbra e Leiria | Tempos de viagem estimados com a construção da Linha de Alta Velocidade Porto–Lisboa com paragens em Gaia, Aveiro, Coimbra e Leiria | Tempos de viagem estimados com a construção da Linha de Alta Velocidade Porto–Lisboa com paragens em Gaia, Aveiro, Coimbra e Leiria | Tempos de viagem estimados com a construção da Linha de Alta Velocidade Porto–Lisboa com paragens em Gaia, Aveiro, Coimbra e Leiria |
| Estações | Aeroporto FSC | Porto-Campanhã | Gaia AV | Aveiro | Coimbra | Leiria | Lisboa-Oriente |
| --- | --- | --- | --- | --- | --- | --- | --- |
| Aeroporto Porto | – | 8min | 13min | 32min | 51min | 1h11min | 1h51min |
| Porto-Campanhã | 8min | – | 5min | 24min | 43min | 1h03min | 1h43min |
| Gaia AV | 13min | 5min | – | 19min | 38min | 58min | 1h38min |
| Aveiro | 32min | 24min | 19min | – | 19min | 39min | 1h19min |
| Coimbra | 51min | 43min | 38min | 19min | – | 20min | 1h |
| Leiria | 1h11min | 1h03min | 58min | 39min | 20min | – | 40min |
| Lisboa-Oriente | 1h51min | 1h43min | 1h38min | 1h19min | 1h | 40min | – |

Exemplo de padrão de serviços de Alta Velocidade possível com a Linha de Alta Velocidade Porto–Lisboa, e respetivos tempos de viagem totais e parciais. Neste exemplo, existem 2 comboios por hora e sentido entre o Porto e Lisboa e as cidades de Leiria, Coimbra e Aveiro têm, pelo menos, 1 comboio por hora em ambos os sentidos.

### Lisboa – Madrid
A linha ferroviária de alta velocidade entre as duas capitais da ibéricas, Lisboa e Madrid, foi discutida pela primeira vez ainda na década de 1990. Depois de vários adiamentos, cerca de 30 anos depois, em 2021, o ministro das Infraestruturas e Habitação Pedro Nuno Santos anunciou que a ligação entre Lisboa e Madrid estava já a ser construída, e estaria concluída até o final de 2023. Na verdade, o único que troço que se previa ter alta velocidade até 2023 era Évora - Elvas e mesmo esse foi alvo de atrasos e só deverá estar pronto em 2025 (para transporte de mercadoria).

### Porto – Vigo
As Ligações de comboio com Espanha voltam a ser prioridade para o governo português, que pretende assim materializar o plano já ambicionado desde a década de 1990.
A linha ferroviária de alta velocidade entre as cidades do Porto e Vigo tem como objetivo aproximar e conectar a malha de tecido empresarial instalada no litoral atlântico e de servir suas populações. A duração da viagem duraria cerca de 1h e teria paragens no Aeroporto FSC, Braga, Ponte de Lima e Valença.

### Porto – Madrid

#### Via Aveiro – Salamanca
A linha ferroviária de alta velocidade de Porto-Madrid via Aveiro-Salamanca é uma proposta de trajeto de alta velocidade que ligaria as cidades do Centro Interior como Viseu e Guarda. Esta seria uma linha mista de transporte de passageiros e de mercadorias como parte integrante do Corredor Atlântico.
Todavia, este projeto ferroviário foi chumbado por duas vezes pela Comissão Europeia, apesar da linha constar dos planos da Rede Transeuropeia de Transportes (RTE-T).

#### Via Trás-os-Montes – Zamora
A linha ferroviária de alta velocidade de Trás-os-Montes é uma proposta de trajeto de alta velocidade que ligaria as cidades de Miranda do Douro, Bragança e Vila Real, pertencendo às Terras de Trás-os-Montes e do Douro, com o litoral da Região do Norte. Esta linha a sair da estação de Campanhã através do Aeroporto FSC ligaria o Porto e Bragança num tempo estimado de 1h15min e ainda permitia a ligação  direta Porto - Madrid via Zamora em apenas 2h45min.
Esta proposta é uma alternativa ao eixo Aveiro-Salamanca por uma linha mista de transporte de passageiros e de mercadorias pelo interior norte podendo ser elegível como parte integrante do Corredor Atlântico.
- Ver Estudo Completo do Corredor Ferroviário.[25]

### Lisboa – Faro
Esta é uma linha planeada de ligação entre a capital portuguesa e o Algarve com possíveis paragens em Évora e Beja. Contudo,   especialistas chumbam ideia devido ao custo benefício, pois apesar da IP ter levantado o cenário de uma nova linha entre a capital e o Algarve com passagem por Évora e Beja, a própria empresa tem estudos para modernização das linhas atuais por um total de 460 milhões de euros com uma redução de 30mim no percurso atual e de mais 30mim com a construção da Terceira Travessa do Tejo. Assim, o tempo de uma viagem direta seria de 2h.

### Faro – Huelva
Linha planeada de ligação transfronteiriça entre Algarve e Andaluzia, mais concretamente entre Faro e Sevilha passando por Huelva, com os seus representantes a pedirem apoios para o desenvolvimento logístico do território, bem como para o transporte de passageiros em duas zonas com eminente vocação turística.